# Ben Wilkins
Ben Wilkins é um sonoplasta britânico. Venceu o Oscar de melhor mixagem de som na edição de 2015 por Whiplash, ao lado de Craig Mann e Thomas Curley.